# Shero (2017)
Shero ist ein deutscher Spielfilm des syrischen Filmemachers Jean Houro aus dem Jahr 2017. Der Film schildert die Flucht eines Syrers nach Deutschland vor dem Hintergrund des Bürgerkrieges in Syrien und der Flüchtlingskrise in Europa.

## Handlung
Sheros schwangere Frau wurde Opfer des syrischen Bürgerkrieges. Sie wurde vergewaltigt und ermordet, Shero selbst überlebte nur knapp. Als er erfährt, dass einer der Mörder seiner Frau als Flüchtling in Deutschland lebt, schlägt er sich bis nach Deutschland durch, mit dem Ziel, Rache zu nehmen. In Deutschland erfährt er als Geflüchteter sowohl Ablehnung als auch Unterstützung und Mitgefühl. Auch gerät er ins Visier von Kriminellen. Nur langsam schafft es der traumatisierte Shero, sich zu öffnen. Es kommt zur Annäherung mit Nadine. Er erkennt, dass sich sein eigenes Leid nicht durch einen Racheakt beenden lässt.

## Hintergrund
Jean Houro stammt aus dem syrischen Aleppo. Vor dem syrischen Bürgerkrieg floh er mit seiner Familie über die Türkei nach Deutschland. Seinen ersten Kurzfilm Der Traum von Jasmine veröffentlichte er auf YouTube. Seit 2015 in Eisenach ansässig, entwickelte er dort Ideen für einen neuen Film. Gemeinsam mit dem Schauspieler und Schriftsteller Feras Mahmoud, der das Drehbuch verfasste, und dem Journalisten Sascha Willms wurde Shero als No-Budget-Projekt realisiert.
Der Film wurde von April bis November 2016 mit Laiendarstellern in Eisenach und Umgebung gedreht; auch die Szenen aus dem syrischen Kriegsgebiet entstanden vor Eisenacher Bauruinen. Jean Houro fungierte als Regisseur, Kameramann, Schauspieler und Produzent. Seine Uraufführung erlebte der Film am 7. Januar 2017 im Capitol in Eisenach.